# 280 a. C.
El año 280 a. C. fue un año del calendario romano prejuliano. En el Imperio romano se conocía como el año 474 ab urbe condita. 

## Acontecimientos
- Consulados de Tiberio Coruncanio y Publio Valerio Levino en la Antigua Roma.[1]
- Los griegos inventan el pergamino para escribir, material muy duradero hecho con pieles de animales. El nombre viene de Pérgamo, donde se producía el material de mejor calidad.[2]
- Pirro de Epiro al frente de los griegos derrota al ejército de Roma en la batalla de Heraclea, en el marco de las guerras pírricas.
- Se establece la Liga aquea contra el dominio de Macedonia en el norte del Peloponeso.

## Fallecimientos
- Seleuco I Nikátor es asesinado.